# Meteorit de Barcelona
El meteorit de Barcelona és una condrita de tipus L6 ordinària que va caure a Terrassa el 25 de desembre de 1704. Es creia que no se n'havia preservat cap tros fins que l'any 2015 en van ser trobats dos fragments, conservats al gabinet de curiositats de la família Salvador. És un dels set meteorits conservats més antics.

## Història
El 25 de desembre de 1704, un meteoroide observat des de Marsella fins a Barcelona va esclatar a sobre de Terrassa. Aquesta caiguda, una de les més antigues registrades, va ser considerada en aquell moment un signe diví a favor de l'arxiduc Carles III d'Habsburg, un dels protagonistes de la guerra de Successió espanyola.
El dos fragments trobats al gabinet de curiositats, de 50 i 34 grams de pes, es trobaven en un pot de vidre, amb una etiqueta incompleta i mig esborrada que va permetre la seva identificació.